# Cerastis tenebrifera
Cerastis tenebrifera là một loài bướm đêm thuộc họ Noctuidae. Nó được tìm thấy ở Newfoundland tới South Carolina, phía tây đến Texas, phía bắc đến Nebraska và miền nam Ontario.
Sải cánh dài 30–40 mm. Con trưởng thành bay từ tháng 3 đến tháng 6.
Ấu trùng ăn Lactuca, Vitus, Taraxacum officinale, Rubus idaeus, Salix petiolaris, Prunus virginiana, Betula papyrifera và Vaccinium myrtilloides.